# Rookie (레드벨벳의 노래)
〈Rookie〉는 대한민국 걸 그룹 레드벨벳의 네번째 EP 앨범인 Rookie의 타이틀곡으로 2017년 2월 1일 발매되었다. 레벤 카이르 사라 포스버그, 카를 파월, 해리슨 존슨 등과 함께 노래를 작곡한 미국 프로듀싱 팀인 더 콜리그스와 자밀 디지 참마스가 프로듀싱을 맡았고, 조윤경이 한국어 가사를 작사했다. 이 곡은 소녀의 사랑하는 이를 신인에 비유한 가사를 담고 있으며, 장르는 팝 음악과 펑크로 분류된다.
싱글 앨범의 발매 이후, 레드벨벳은 대한민국의 유명한 음악방송인 뮤직뱅크, 인기가요, 더 쇼, 쇼 챔피언, 엠카운트다운, 쇼! 음악중심 등에서 이 곡을 공연했다. 해외로 프로모션을 한 이후, 레드벨벳은 2017년 3월 오스틴에서 열린 SXSW 컨퍼런스 및 축전 기간 동안 코리아 스포트라이트에서 주요 공연자로 등장했다. 이후 다음 날 KCON 멕시코에서 공연을 했다. 같은 해 5월에 말레이시아에서 이틀 간의 팬미팅을 가졌고, 미니 쇼케이스를 통해 곡의 원 앨범을 프로모션하기도 했다.
곡에 대한 초기 반응은 부정적이고 혼란스러운 것으로 비쳐졌지만, 노래는 대한민국의 몇몇 음악 차트에서 1위를 달성했고 마침내 대한민국에서 대중들에게 잘 받아들여지는 노래가 되었다. 코리아 헤럴드는 레드벨벳의 과거 괴짜같은 팝이 발매되었던 것과 같이 노래가 "처음에는 이상하지만, 들을수록 중독적이다"라는 결론을 내렸다. 싱글 앨범은 가온 디지털 차트에서 3위에 진입하고, 빌보드에 4위에 진입하는 등 국내와 국외에서 모두 성공을 거두었다. "Rookie"는 대한민국 내에서 110만 장의 디지털 음반이 판매되어 2017년 멜론 뮤직 어워드에서 올해의 노래로 지정되었다.

## 배경 및 구성
레벤 카이르 사라 포스버그, 카를 파월 등과 함께 노래를 작곡한 자밀 디지 참마스와 서구 랩 아티스트였던 2 체인즈와 구치 메인과 함께 일했던 더 콜리그스라는 미국 프로듀싱 팀이 "Rookie"의 프로듀싱을 맡았다. 한국어 가사는 조윤경이 담당했다. 싱글은 2017년 2월 1일 EP 앨범 및 뮤직비디오와 함께 발매되었다.
음악적으로, 노래는 팝 음악과 펑크 댄스곡으로 분류된다. 빌보드의 타마르 헤르만은 노래가 "코러스의 지나치게 달콤한 훅으로 빨려들어가기 전 낮은 키로 부르는 말하는 듯한 노래와 신스 비트의 결합이 레드벨벳의 독특한 음악성을 보여주었다"고 말하며 곡의 멜로디가 "듣기 싫은 호른과 찌르릉하고 울리는 신스로 가득 차 있다"고 덧붙였다. 반면 아이돌레이터의 자크 페테르손은 이 노래를 올드스쿨 풍의 펑크와 알앤비에 기초한 버블검 팝이라고 묘사했다. 가사는 소녀의 연인을 "신인"에 비교하고 있으며, 곡의 제목이기도 한 "Rookie"는 코러스와 후크에서 전반적으로 반복되고 있다.

## 프로모션
신희원이 감독한 뮤직비디오는 싱글의 발매와 같은 날 발매되었다. 안무는 류소희와 일본 안무가인 나카소네 리노가 맡았다. 나카소네 리노는 동방신기, 소녀시대, 샤이니 등 다른 SM 엔터테인먼트 가수들의 안무를 맡은 바 있다. 레드벨벳 멤버들은 여태까지 했던 안무 중 이번 안무가 가장 힘들었다고 주장했다. 뮤직비디오는 5명의 레드벨벳 멤버들이 루키라는 연극을 하면서 시작된다. 뮤직 비디오에서는 조이가 이상한 분홍색 연기를 맡으며 멤버들을 따라가는 모습이 보이기도 하고 멤버들이 우주선을 타고 날아가는 모습이 등장하기도 한다. 빌보드는 이상한 나라의 앨리스의 이름 뿐인 캐릭터에 비디오의 소녀들을 비유하며 그들이 캔디랜드와 노란 잠수함의 일부인 세계를 여행하는 것을 이유로 들었다. 한편 PopCrush의 브래들리 스턴은 "꽃 친구와 UFO 여행, 그리고 제4의 벽을 뚫는 메타 망석중 같은 순간을 포함한 다채로운 시각적인 뷔페"라고 칭하며 이 비디오를 "사자, 마녀, 그리고 옷장"의 Kpop 버전이라고 덧붙였다.
대한민국의 여러 음악 방송에서 2017년 2월 레드벨벳은 이 싱글을 공연했다. 첫 생방송 공연은 2월 3일 뮤직뱅크에서 했다. 해외로 노래를 홍보하기 위해 레드벨벳은 2017년 3월 17일 오스틴에서 코리아 스포트라이트 공연에서 주공연자로 등장했다. 이 공연에서 2,500명의 관객이 왔다. 하루 후 레드벨벳은 KCON 멕시코에 참여했다. 4월 16일 타이베이에서 앨범을 위한 팬미팅을 가졌다. 그들은 5월에 말레이시아의 쿠알라룸푸르 버자야 타임스 스퀘어로 가서 EP를 위한 2일 간의 팬미팅을 가졌다.

## 비평
"Rookie"는 초기에 독특하고 혼란스럽다는 이유로 비평을 받았다. 하지만, 이후 다양한 대한민국의 음악 차트에서 1위에 들어서고 그 해 곡의 훅 부분이 가장 인상 깊은 구절로 칭찬을 받으면서 대한민국에서 인기를 얻었다.
빌보드의 제프 벤자민은 이 곡을 잊을 수 없는 훅의 강렬한 인상이 어우러진 변덕스럽고 펑크 풍의 트랙으로 불렀다. 아이돌레이터의 자크 페테르손은 이와는 대조적으로 Kpop 장르의 음악적 다양성과 인습 파괴의 시험대라고 불렀다. 대한민국에서는 초기의 반응에도 불구하고 호의적인 평가를 받았다. 코리아 헤럴드는 레드벨벳의 과거 괴짜같은 팝이 발매되었던 것과 같이 노래가 "처음에는 이상하지만, 들을수록 중독적이다"라는 결론을 내렸다. 그러나 체스터 친은 미치도록 중독적인 연주와 에너지 넘치는 전달력을 가지고 있지만, 이 곡이 레드벨벳의 음악 중 가장 약하다고 말했다, 한편, Idolator는 "Rookie"를 2017년 첫 분기 최고의 k-pop 노래로 선정했고, 이 곡은 2017년 멜론 뮤직 어워드에서 올해의 노래로 지정되었다.

## 상업적 성공
노래는 발표된 때 가온 디지털 차트에서 4위에 진입했고, 1주 후 3위로 순위가 상승했다. 빌보드의 세계 디지털 노래 차트에서는 4위에 진입했다. "Rookie"는 총 9연속으로 대한민국 음악 방송에서 1위를 차지했으며, 2주 연속으로 뮤직뱅크, 인기가요, 쇼 챔피언과 엠카운트다운에서 1위를 유지했다.
"Rookie"는 대한민국에서 디지털 다운로드에서 110만 부 이상 팔렸다.